# Eggum (Nordland)
Eggum est une localité du comté de Nordland, en Norvège.

## Géographie
Administrativement, Eggum fait partie de la kommune de Vestvågøy.

Eggum
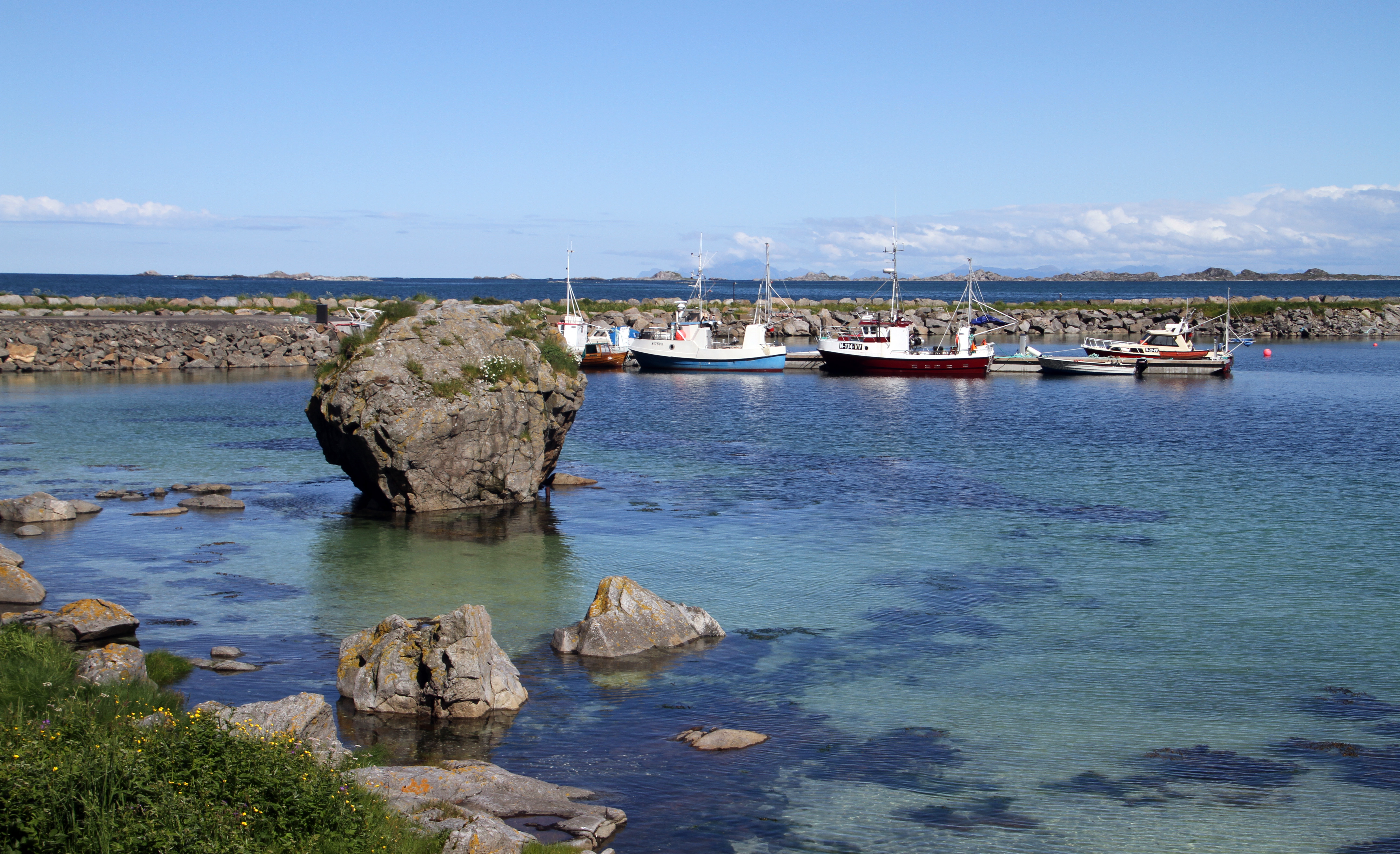
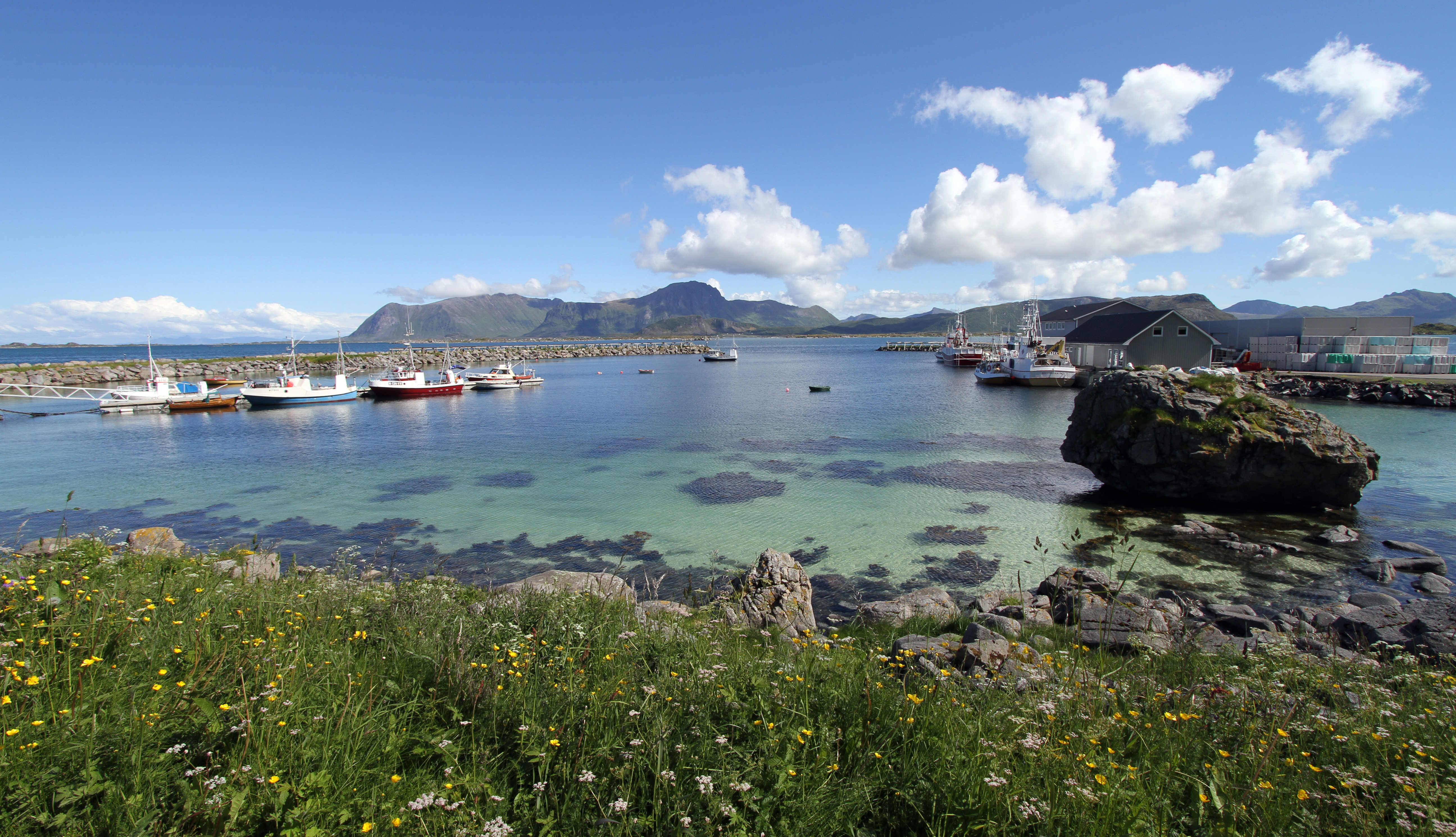
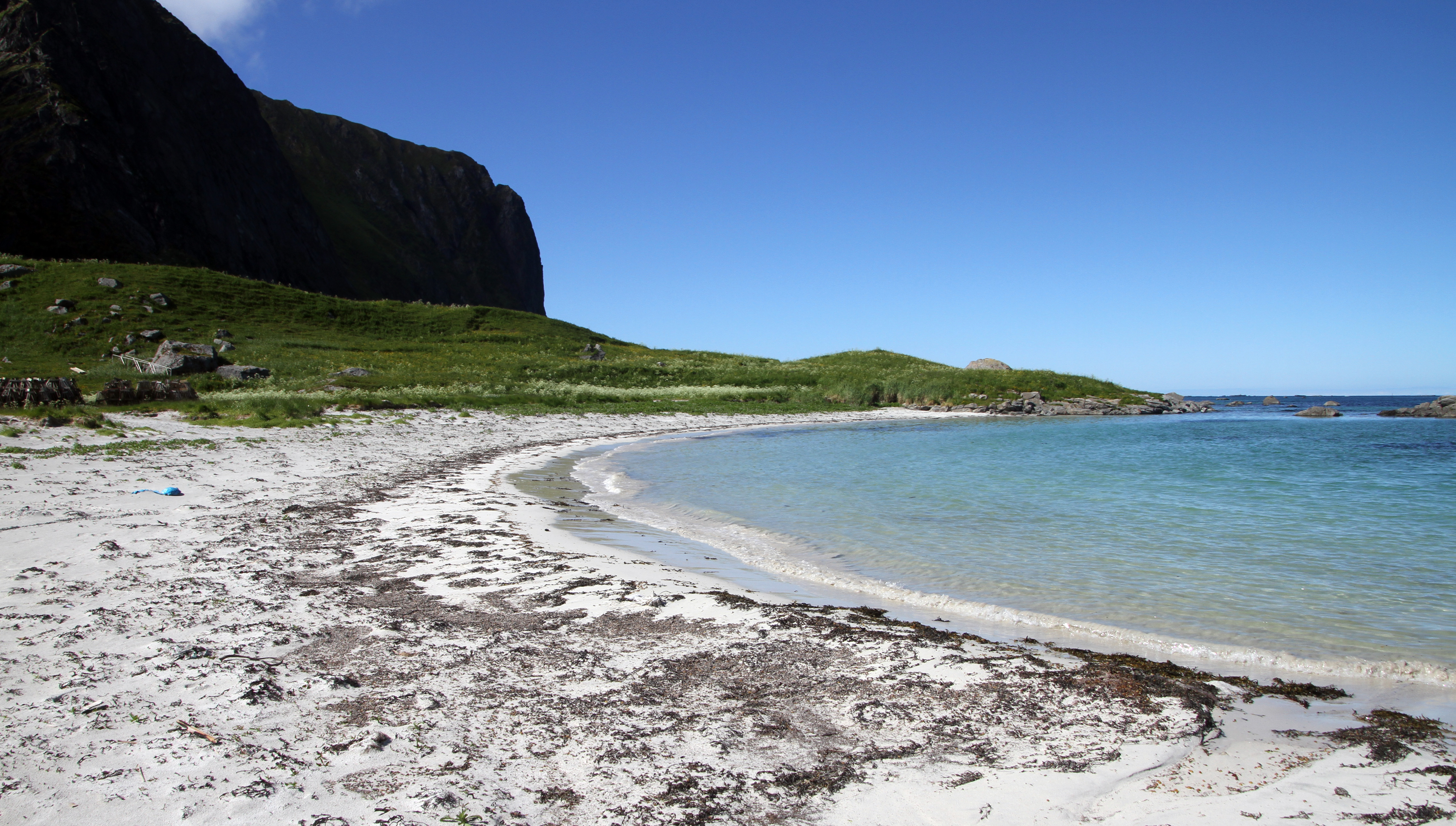
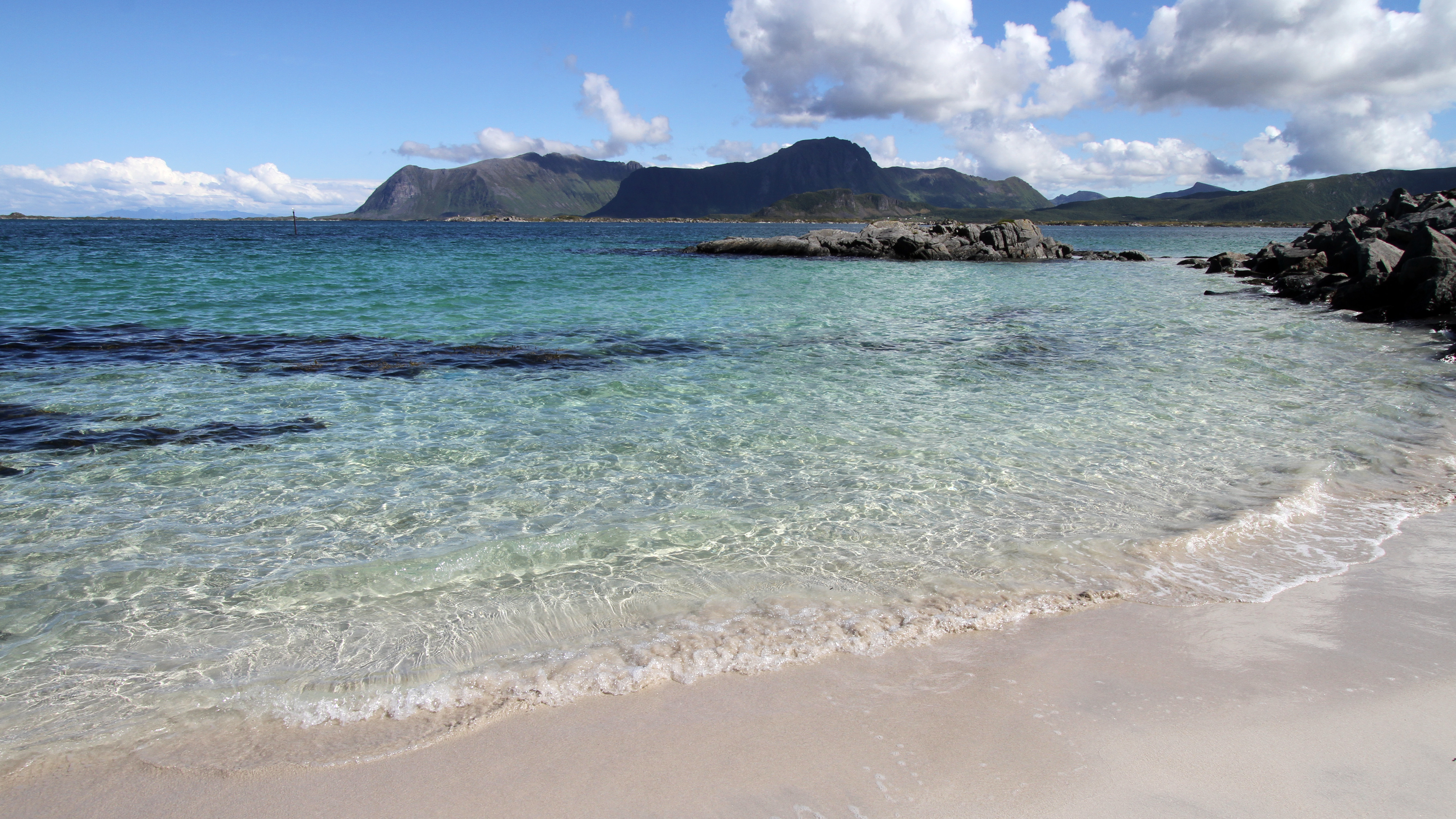

- EggumEggum :  la plage